# Escaloposaure
L'escaloposaure (Scaloposaurus) és un gènere extint de sinàpsids que visqueren entre el Permià superior i el Triàsic inferior en allò que avui en dia és Sud-àfrica. Era un animal carnívor. En comparació amb el galesaure, tenia les dents canines superiors més petites i les molars superiors més llargues i esveltes. El nom genèric Scaloposaurus deriva dels mots grecs antics σκάλοψ (skàlops), que significa 'talp', i σαῦρος (sauros), que significa 'llangardaix', i en el seu conjunt vol dir 'llangardaix talp'.